# Fortaleza
Fortaleza er hovedstaden i delstaten Ceará i den nordøstlige del af Brasilien.
Byen ligger ude ved kysten tæt ved Ækvator og har 2.447.409 indbyggere (2010), med forstæder 3.525.564 indbyggere (2010), hvilket gør den til den næstvigtigste by i regionen efter Salvador i Bahia og til den femtestørste by og det syvendestørste byområde i Brasilien.
Fortaleza dækker et areal på 336 km². Nord for byen findes Atlanterhavet og mod syd ligger byerne Pacatuba, Eusébio, Maracanaú og Itaitinga. Østpå er regionen Aquiraz og endnu engang Atlanterhavet. Mod vest findes byen Caucaia.

## Klima
| Vejr for Fortaleza    | Vejr for Fortaleza | Vejr for Fortaleza | Vejr for Fortaleza | Vejr for Fortaleza | Vejr for Fortaleza | Vejr for Fortaleza | Vejr for Fortaleza | Vejr for Fortaleza | Vejr for Fortaleza | Vejr for Fortaleza | Vejr for Fortaleza | Vejr for Fortaleza | Vejr for Fortaleza |
|                       | Jan                | Feb                | Mar                | Apr                | Maj                | Jun                | Jul                | Aug                | Sep                | Okt                | Nov                | Dec                | År                 |
| --------------------- | ------------------ | ------------------ | ------------------ | ------------------ | ------------------ | ------------------ | ------------------ | ------------------ | ------------------ | ------------------ | ------------------ | ------------------ | ------------------ |
| Gennemsnitlig maks °C | 30                 | 30                 | 29                 | 29                 | 29                 | 29                 | 29                 | 29                 | 29                 | 30                 | 31                 | 31                 | 30                 |
| Gennemsnitlig min °C  | 24                 | 23                 | 23                 | 23                 | 23                 | 22                 | 22                 | 22                 | 23                 | 24                 | 24                 | 24                 | 23                 |
| Kilde: TWC            |                    |                    |                    |                    |                    |                    |                    |                    |                    |                    |                    |                    |                    |